# Gjest Baardsenstøtta
Gjest Baardsenstøtta (zu deutsch etwa Gjest-Baardsen-Säule) ist ein steil aus dem Wasser ragendes Felseneiland unmittelbar nördlich des westlichen Teils des Kaps Valdivia und damit nördlich der Bouvetinsel. Die schmale Meerenge, die den Felsen von der Insel trennt, heißt Djevleporten. 
Benannt wurde die Insel nach Gjest Baardsen (1791–1849), einem Meisterdieb aus Sogndalsfjøra. Der Name wurde 1980 vom Norwegischen Polarinstitut vorgeschlagen.